# Entedon ulmi
Entedon ulmi är en stekelart som beskrevs av Erdös 1954. Entedon ulmi ingår i släktet Entedon, och familjen finglanssteklar. Arten är reproducerande i Sverige.